# Zie mij graag
Zie mij graag is een tragikomische televisieserie op de Vlaamse televisiezender Eén. De serie liep van 2017 tot en met 2020 en kent drie seizoenen.
De regie ligt in handen van Toon Slembrouck en Cecilia Verheyden. Scenarioschrijvers zijn Siska Leemans en Hilde Pallen. De serie wordt geproduceerd door VRT Televisie en Eyeworks Film & TV Drama.

## Verhaal
De zesendertigjarige Anna breekt met haar echtgenoot Ben, na zijn zoveelste avontuurtje, ditmaal met juf Esmee, een leerkracht van de school van hun twee kinderen Lou en Vic. De onzekere Anna tracht een nieuwe start te maken, met haar twee kinderen. Liefst dook ze hele dagen onder haar fleecedeken, maar gewapend met shapewear smijt ze zich toch terug in de wereld. Ze wordt daartoe aangezet en gesteund door haar vriendinnen Saskia en Nicole, die haar ook wijzen op allerhande valkuilen die ze moet vermijden in haar nieuwe single leven. Ook voor Ben wordt het na de scheiding moeilijk, en hij krijgt daarbij de steun van zijn goede vriend Gunther, gehuwd met Saskia.

## Vertolking[2]
| Acteur                | Personage              | Periode       |
| --------------------- | ---------------------- | ------------- |
| Alejandra Theus       | Anna Swaenepoel        | seizoen 1 - 3 |
| Stan Van Samang       | Ben De Schutter        | seizoen 1 - 3 |
| Ini Massez            | Saskia De Ruyter       | seizoen 1 - 3 |
| Wouter Bruneel        | Gunther Aerts          | seizoen 1 - 3 |
| Tine Embrechts        | Nicole Swerts          | seizoen 1 - 3 |
| Kes Bakker            | Lou De Schutter        | seizoen 1 - 3 |
| Mo Bakker             | Vic De Schutter        | seizoen 1 - 3 |
| Alycia Metdepenningen | Lente Aerts            | seizoen 1 - 3 |
| Tom Ternest           | Ronny                  | seizoen 1 - 3 |
| Eva Binon             | Katrien                | seizoen 1 - 3 |
| Tanya Zabarylo        | Juf Esmee              | seizoen 1 - 3 |
| Peter De Graef        | Herman Verkest         | seizoen 1 - 3 |
| Bill Barberis         | Meester Jeroen         | seizoen 1 - 3 |
| Dirk Peeters          | Rogerke                | seizoen 1 - 3 |
| Milan De Raes         | Kenji                  | seizoen 1 - 3 |
| Sanne-Samina Hanssen  | Sien Van den Brande    | seizoen 2 - 3 |
| Warre Borgmans        | Jean-Philippe Bastaens | seizoen 2 - 3 |
| Annabet Ampofo        | Eva Bastaens           | seizoen 2 - 3 |
| Mieke De Groote       | Elly Swerts            | seizoen 2 - 3 |

## Afleveringen

### Seizoen 1
| Aflevering (totaal) | Aflevering (seizoen) | Titel                       | Uitzending       | Kijkcijfers |
| ------------------- | -------------------- | --------------------------- | ---------------- | ----------- |
| 1                   | 1                    | Ik kan het alleen           | 21 februari 2017 | 588.491     |
| 2                   | 2                    | Ze missen mij niet          | 28 februari 2017 | 576.764     |
| 3                   | 3                    | Happy single                | 7 maart 2017     | 486.527     |
| 4                   | 4                    | Young Ones                  | 14 maart 2017    | 458.952     |
| 5                   | 5                    | Ik word geliked, dus ik ben | 21 maart 2017    | 498.378     |
| 6                   | 6                    | 5 - 1                       | 28 maart 2017    | 561.793     |
| 7                   | 7                    | Drill                       | 4 april 2017     | 526.782     |
| 8                   | 8                    | Valentijn                   | 11 april 2017    | 475.573     |
| 9                   | 9                    | Leve de chemie              | 18 april 2017    | 419.429     |
| 10                  | 10                   | De schorpioen               | 25 april 2017    | 572.096     |
| 11                  | 11                   | Hete tijger                 | 2 mei 2017       | 506.473     |
| 12                  | 12                   | Vrij gezellig               | 16 mei 2017      | 525.743     |
| 13                  | 13                   | Keuzestress                 | 23 mei 2017      | 529.888     |

### Kerstspecial
In de special is de laatste kerst te zien die Anna en Ben samen vieren terwijl ze zich voorbereiden om aan hun kinderen te vertellen dat ze gaan scheiden.
| Aflevering (totaal) | Aflevering (seizoen) | Titel         | Uitzending       | Kijkcijfers |
| ------------------- | -------------------- | ------------- | ---------------- | ----------- |
| 14                  | 1                    | Team Kerstmis | 27 december 2017 | 619.370     |

### Seizoen 2
| Aflevering (totaal) | Aflevering (seizoen) | Titel                     | Uitzending       | Kijkcijfers |
| ------------------- | -------------------- | ------------------------- | ---------------- | ----------- |
| 15                  | 1                    | Bechamel mucho            | 1 november 2018  | 688.664     |
| 16                  | 2                    | Fucking softie            | 8 november 2018  | 465.378     |
| 17                  | 3                    | Spookrijders              | 15 november 2018 | 436.546     |
| 18                  | 4                    | De aubergine en de perzik | 22 november 2018 | 609.357     |
| 19                  | 5                    | Mevrouw Van Genechten     | 29 november 2018 | 627.693     |
| 20                  | 6                    | Big Mother                | 6 december 2018  | 547.166     |
| 21                  | 7                    | Bomma Bernadette          | 13 december 2018 | 518.198     |
| 22                  | 8                    | Nummer 1                  | 20 december 2018 | 604.419     |
| 23                  | 9                    | Siliconen soulmate        | 3 januari 2019   | 665.452     |
| 24                  | 10                   | Willempie                 | 10 januari 2019  | 615.510     |
| 25                  | 11                   | The bachelor              | 17 januari 2019  | 672.481     |
| 26                  | 12                   | Den Otherside             | 24 januari 2019  | 721.336     |
| 27                  | 13                   | Bandana                   | 31 januari 2019  | 591.839     |

### Seizoen 3
| Aflevering (totaal) | Aflevering (seizoen) | Titel                       | Uitzending       | Kijkcijfers |
| ------------------- | -------------------- | --------------------------- | ---------------- | ----------- |
| 28                  | 1                    | Vrolijke, vrolijke vrienden | 7 januari 2020   | 636.818     |
| 29                  | 2                    | Berendrechtsluis            | 14 januari 2020  | 696.167     |
| 30                  | 3                    | Het Malikaspook             | 21 januari 2020  | 699.540     |
| 31                  | 4                    | Molly                       | 28 januari 2020  | 570.062     |
| 32                  | 5                    | Team Familie                | 4 februari 2020  | 545.284     |
| 33                  | 6                    | Meten is weten              | 11 februari 2020 | 599.741     |
| 34                  | 7                    | Bedevaart                   | 18 februari 2020 | 689.534     |
| 35                  | 8                    | Gold digger                 | 25 februari 2020 | 653.322     |
| 36                  | 9                    | Kalverliefde                | 3 maart 2020     | 569.790     |
| 37                  | 10                   | Tête-à-tête                 | 10 maart 2020    | 636.691     |
| 38                  | 11                   | Vieren                      | 17 maart 2020    | 767.113     |
| 39                  | 12                   | KNT                         | 24 maart 2020    | 693.614     |
| 40                  | 13                   | Team Anna                   | 31 maart 2020    | 668.154     |

## Productie
De opnames van de serie werden gestart op 29 maart 2016 en liepen tot in de zomer van 2016. Er werd opgenomen in het Mechelse, rond Lier en Antwerpen. De serie werd financieel ondersteund door de Belgische Tax Shelter wetgeving.

## Prijs
De serie won de prijs voor beste miniserie bij de Zuid-Koreaanse Seoul International Drama Awards.